# Honden

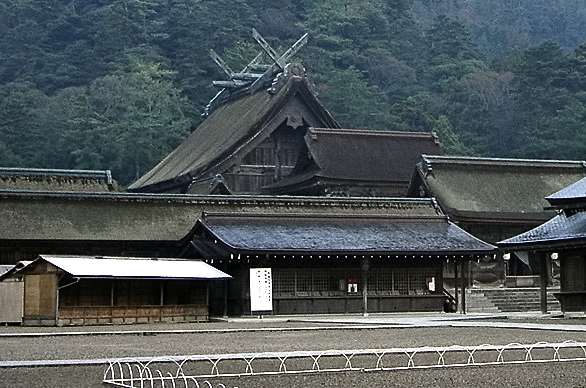
Honden del Izumo Taisha

El honden (本殿?  salón principal) (también llamado shinden (神殿?) o a veces shōden (昇殿?),　como en el caso del Santuario de Ise) es el edificio más sagrado en un santuario sintoísta, hecho específicamente para uso del kami consagrado en el santuario, usualmente simbolizado como un espejo o a veces como una estatua. El edificio está ubicado normalmente en la parte trasera del santuario y cerrado al público en general. En la parte frontal se ubica ocasionalmente el haiden, o el oratorio. El haiden conecta por lo general al honden por el heiden, o sala de ofrendas.
Físicamente, el honden es el corazón del complejo del santuario, concetando con el resto del santuario y protegido del acceso del público por un muro llamado tamagaki. Es relativamente pequeño y con un gablete. Sus puertas usualmente se mantienen cerradas, excepto en los matsuri, donde los sacerdotes kannushi son los únicos que pueden entrar a realizar los rituales. El rito la apertura y cierre de esas puertas es considerado como un momento muy importante en la vida del santuario. Dentro del honden se guarda el go-shintai (御神体?), literalmente, "el cuerpo sagrado del kami". El go-shintai es actualmente no divino, pero es un repositorio temporal del kami consagrado.
También es importante saber que el honden a veces puede estar completamente ausente, por ejemplo, cuando el santuario se ubica en una montaña sagrada el cual es adorado, o cuando haya un himorogi o un yorishiro cercano que sirva como un medio más directo de adoración al kami. El Santuario Ōmiwa en Nara, por ejemplo, no contiene imágenes u objetos sagrados porque se cree que el santuario rinde culto a la montaña de donde se erige. Por esa razón el santuario posee un haiden (拝殿 sala de adoración?), pero no un honden.
otro santuario importante sin un honden es Suwa Taisha, santuario principal de la red de santuarios Suwa.
La estructura del honden's determina el estilo arquitectónido del santuario. Existen muchos pero tres son de importancia particular (taisha-zukuri, shinmei-zukuri y sumiyoshi-zukuri) porque son los únicos que preceden a la llegada del budismo en Japón, y tienen por lo tanto un significado histórico y arquitectónico. Son ejemplificados respectivamente por los honden en Izumo Taisha, el Santuario Nishina Shinmei y Sumiyoshi Taisha. El arquitecto alemán Bruno Taut comparó la importancia del honden del Santuario de Ise con el Partenón griego.